# Judith die Ältere
Judith die Ältere († 1091 in Salerno) war die Gemahlin des Markgrafen Hermann I. von Verona, des Begründers der Linie der Markgrafen von Baden.
Von Judith ist nur ihr Vorname bekannt, eine Einreihung in eine der südwestdeutschen Adelsfamilien ist bisher noch nicht gelungen. Der Vorname Judith könnte dabei in die Familie der Welfen weisen, sie entspräche damit der Generation des Herzogs Welf IV., dessen Vater seinerzeit das Herzogtum Kärnten innehatte. Die von der älteren Forschung aufgestellte Vermutung, sie sei eine Tochter eines Grafen von Calw, muss als widerlegt gelten.
Nachdem sich ihr Mann angesichts der Erfahrungen im Bürgerkrieg während des Investiturstreits, der die schwäbischen Stammlande der Zähringer verwüstet hatte, 1073 ins Kloster Cluny zurückgezogen hatte, entsagte sie dem weltlichen Leben, schenkte einen großen Teil ihres Erbes dem Kloster Hirsau, führte ein heiligmäßiges Leben und begab sich später nach Salerno zu dem vor der kaiserlichen Partei in Rom zu den Normannen ausgewichenen Papst Urban II., wo sie 1091 starb.
Judith wird in der älteren Literatur mit Judith "von Backnang" gleichgesetzt, was jedoch nach neueren Forschungen nicht stichhaltig ist.
Aus der Ehe mit Hermann von Verona ging mindestens ein Sohn, Hermann (II.), hervor. Dieser war der Erste, der sich Markgraf von Baden nannte.